# Bernard Blair

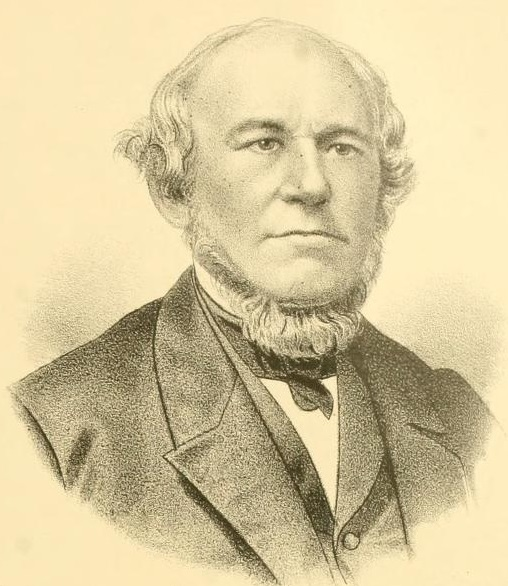
Bernard Blair

Bernard Blair (* 24. Mai 1801 in Williamstown, Massachusetts; † 7. Mai 1880 in Salem, New York) war ein US-amerikanischer Jurist und Politiker. Zwischen 1841 und 1843 vertrat er den Bundesstaat New York im US-Repräsentantenhaus.

## Werdegang
Bernard Blair wurde Anfang des 19. Jahrhunderts in Williamstown geboren. Er besuchte öffentliche Schulen und schloss seine Vorstudien ab. 1825 graduierte er am Williams College in Williamstown. Im selben Jahr zog er nach Salem im Washington County. Er studierte dort Jura. Seine Zulassung als Anwalt erhielt er 1828 und begann dann in Salem zu praktizieren. Er bekam auch eine Zulassung als Counselor und Solicitor am New York Court of Chancery. Politisch gehörte er der Whig Party an.
Bei den Kongresswahlen des Jahres 1840 für den 27. Kongress wurde Blair im zwölften Wahlbezirk von New York in das US-Repräsentantenhaus in Washington, D.C. gewählt, wo er nach dem 4. März 1841 die Nachfolge von David Abel Russell antrat. Er schied nach dem 3. März 1843 aus dem Kongress aus.
Nach seiner Kongresszeit ging er wieder seiner Tätigkeit als Anwalt nach. Er starb am 7. Mai 1880 in Salem und wurde dort auf dem Evergreen Cemetery beigesetzt.